# Passo della Scoffèra
Der Passo della Scoffèra ist ein Passübergang im norditalienischen Apenningebirges. Er befindet sich auf der ligurisch-padanischen Wasserscheide und verbindet das Val Bisagno mit dem Valle Scrivia. Bedeutung erlangte der Pass als wichtiger Verbindungsweg zwischen der ligurischen Hafenstadt Genua und dem emilianischen Piacenza. Er wird von der Staatsstraße SS45 erschlossen und ist nach der zu der Gemeinde Davagna zählenden Siedlung Scoffèra benannt.
Der Passo della Scoffèra wurde vom Giro d’Italia passiert und ist ein Wegpunkt des Ligurischen Höhenwanderwegs. Er stellte für mehrere Jahrhunderte die Grenze zwischen dem Hoheitsgebiet der Republik Genua und dem Fürstentum Torriglia dar.